# Горенский, Иван Васильевич
Иван Васильевич Горенский (умер в 1562) — князь, наместник и воевода, боярин во времена правления Василия III Ивановича и Ивана IV Васильевича Грозного, единственный сын князя, родоначальника князей Горенские-Оболенские — Василия Константиновича Оболенского.

## Биография
Сын боярский, на свадьбе великого князя Василия Ивановича с Еленой Глинской — "нес коровай, был у постели и нес вторую свечу" (28 января 1526).
Воевода, послан в Литву под Любеч: сжег там острог, убил и пленил множество людей под городом и в разных областях литовских (1535).
Воевода Сторожевого полка на Угре (1539), потом на Коломне. Второй воевода правой руки в Калуге (1542). В Казанском разряде первый воевода сторожевого полка во Владимире (1543). Воевода, стоял на Рязани за городом (июль 1544). Наместник Калужский (1547), там же был и как полковой воевода Передового полка. Воевода в Почепе (1549), воевода передового полка в Калуге (1550-1554). С Калуги I статьи пожалован в дворяне московские (1550). В Свияжске был товарищем у князя Михаила Ивановича Воротынского (1555). Пожалован в бояре (1555). В отсутствие царя Ивана IV оставался в Москве для охраны (1556). Взял на воспитание двоюродную внучку — княжну Афимью, дочь убитого под Казанью князя Ивана Дмитриевича Оболенского (1556). Назначен, в числе других бояр, состоять при князе Юрии Васильевиче (1557), брате государя. Умер в 1562 году.

## Семья
Имя супруги князя И. В. Горенского не известно. Дети:
- Пётр Иванович Горенский (умер в 1565), рында, воевода и кравчий, казнен Иваном Грозным. После него осталась вдова княгиня Елена Горенская, бездетны.
- Юрий Иванович Горенский, после казни брата бежал в Литву. Последний представитель рода князей Горенских.